# Östeuropeiska slätten
Östeuropeiska slätten är ett stort slättområde i östra Europa. Med en yta av cirka fyra miljoner kvadratkilometer dominerar slätten östra Europa. Vanliga benämningar på politiskt motiverade delar av slätten är Ryska stäppen och Ukrainska slättlandet.
Området har en tydlig begränsning i öster av Uralbergen. I söder utgör Kaukasus och Krimbergen naturliga geografiska avgränsningar, men geologiskt utgör de grunda nordliga delarna av Kaspiska havet och Svarta havet naturliga fortsättningar av slätten. I sydväst är Karpaterna en naturlig avgränsning, men i nordväst är avgränsningen otydligare. Baltikum räknas normalt till slättlandet, medan Karelen och Finland topografiskt utgör en naturlig fortsättning, dock skogbevuxna. Geologiskt är också Östersjöbäckenet en naturlig fortsättning västerut. Det finns ingen naturlig gräns i Polen mot nordtyska låglandet. 
Inom slättlandet finns viss topografi, bland annat i form av höjdområden som höjer sig några hundra meter. Exempel är Valdajhöjderna (347 m ö.h.), centralryska platån (293 m ö.h.) och Podoliska höglandet (471 m ö.h.). Bland lågland och bäcken kan nämnas Kaspiska sänkan, Polesien med Pripjatträsken, Dneprbäckenet och Donetsbäckenet (Donbass). 

Ungefärlig utbredning av Östeuropeiska slätten

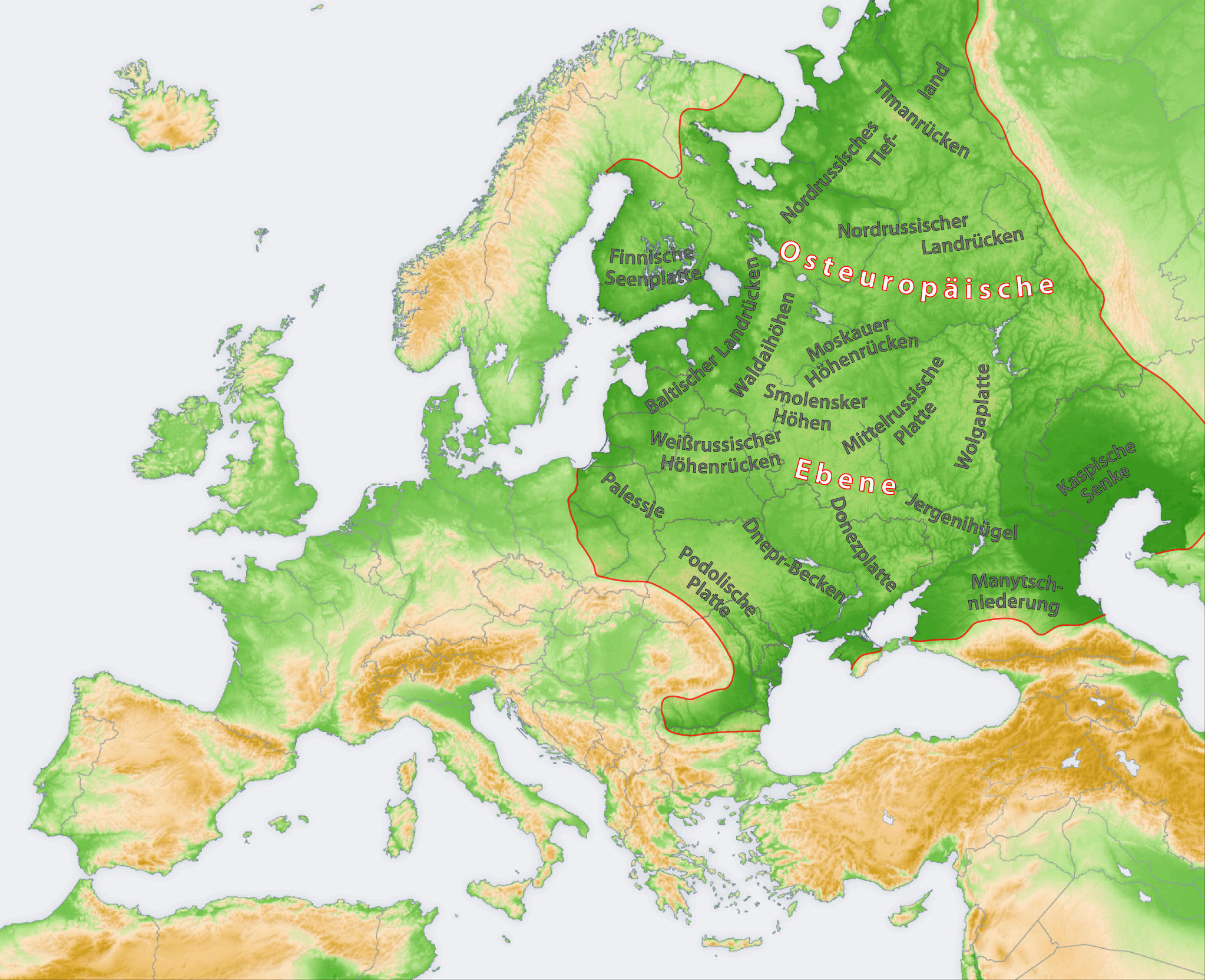
Östeuropeiska slätten med delområden angivna på tyska